# Brice de Tours
Pour les articles homonymes, voir Brice, Saint Brice et Saint-Brice.
Brice de Tours, puis saint Brice (en latin sanctus Brictius), mort en 444, est un saint chrétien formé au monastère de Tours sous l'égide de saint Martin. Il lui succède en 397 comme évêque de Tours, mais sa conception de la vie ecclésiastique lui vaut une période d'exil de 430 à 437. Il est cependant canonisé après sa mort.
Fêté le 13 novembre, il est le saint patron des juges.

## Histoire et tradition

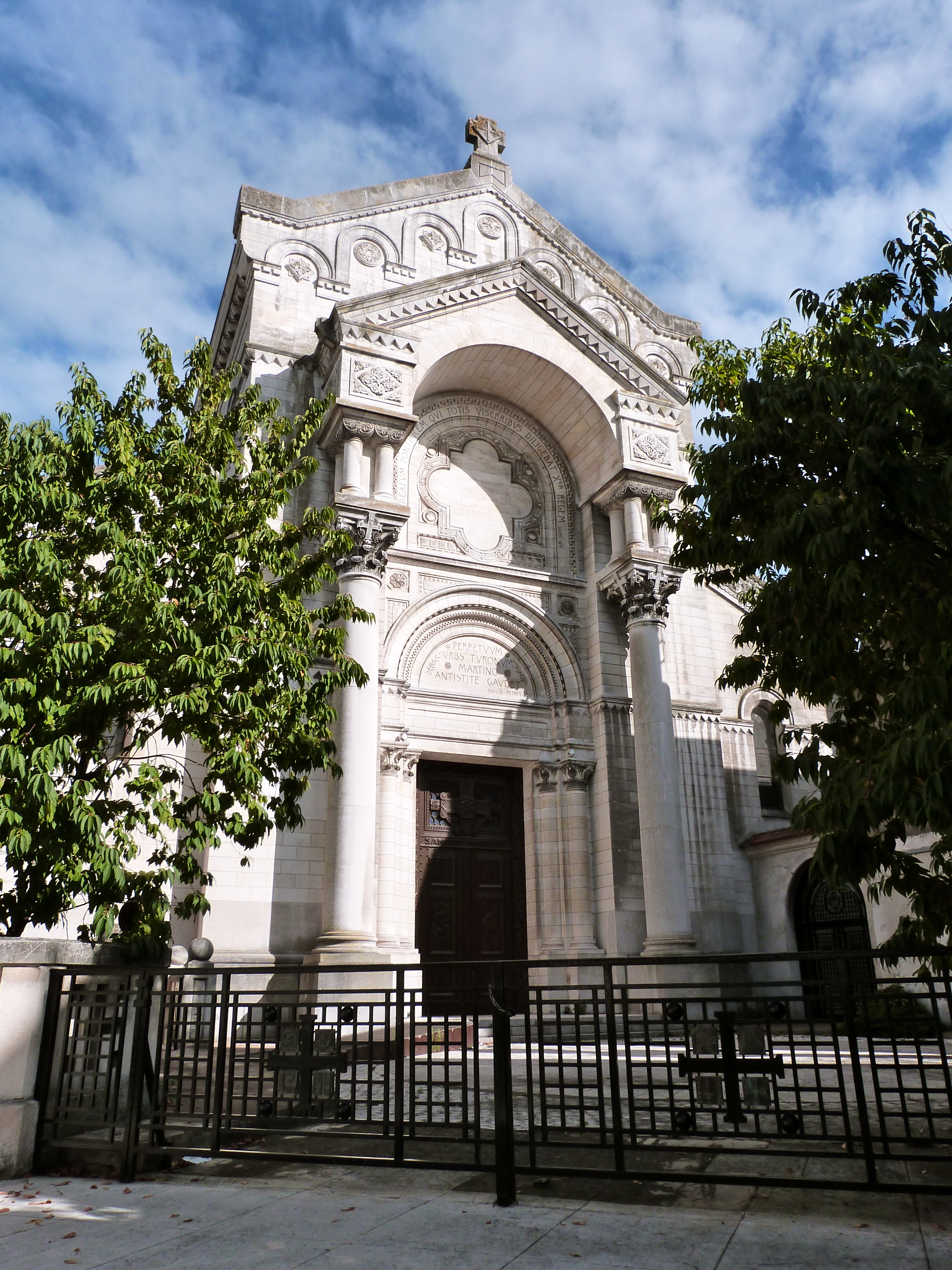
Basilique Saint Martin de Tours, façade

### Formation
Moine puis prêtre, il est finalement choisi par Saint Martin, dont il se moque ouvertement[pas clair], pour le remplacer à sa mort. Brice, à l'inverse de Saint Martin, dont il méprisait la pauvreté voulue, préférait s'entourer de jolies servantes et esclaves, ainsi que de beaux chevaux.[réf. nécessaire]
L'entourage de Saint Martin voit d'un mauvais œil ce futur évêque fastueux et beau parleur et lui déconseille vivement ce choix. En vain. Saint Martin répondra : « Si le Christ a supporté Judas, je puis bien supporter Brice. »
Saint Martin meurt en 397 et Brice lui succède.

### Évêque de Tours
Dans son ouvrage Libellus, l'ecclésiaste et biographe de saint Martin, Grégoire de Tours, met ainsi en évidence la primo-succession de Brice à la mort du Saint martinien, en 397 :

« [...] post excessum beati Martini [...] Brictius ad episcopatum succedit [...] quartus Brictius ordinatur episcopus. »

— Grégoire de Tours, Libellus, 580, II, 1 p. 37 et X, 31, 4 p. 528.
Au début du Ve siècle, le successeur de saint Martin, en dépit d'une volonté clairement affichée d'éclipser ce dernier[réf. nécessaire], n'en fait pas moins édifier une basilique (la Basilique Saint-Martin de Tours) en lieu et place du tombeau du Saint Patron martinien. Postérieurement, l'ordre de bâtir la construction religieuse permet à Brice de Tours « d'être associé au culte de Saint Martin ».

### Exil (430)
Vers 430, après 33 ans d'épiscopat, Brice, devenu un vieillard, scandalise ses ouailles lorsqu'il est accusé d'avoir mis enceinte une de ses servantes. Expulsé de Tours, il va plaider son innocence à Rome, qu’il obtient par ordalie. Un successeur est désigné. Dans les années qui suivent, Justinianus, puis Armentius lui succèdent à la tête de l'évêché tourangeau.

### Rétablissement comme évêque de Tours (437)
Au bout de sept années, Brice revient à Tours et pendant sa halte, la nuit, à quelques lieues de la ville, son successeur meurt. Brice redevient évêque de Tours jusqu’à sa mort en 444.

### Mort et funérailles
Il est canonisé et enterré auprès de son bienfaiteur. 
En 580, Grégoire de Tours fait transférer ses reliques à Clermont-Ferrand. Son culte se répand jusqu'en Lorraine et Barrois où l'église de Saulny lui est consacrée en 649.

## Représentation et postérité de Saint Brice en Europe
En 1002, en cette date[pas clair], a lieu en Angleterre un massacre de Danois qui est ensuite nommé « massacre de la Saint-Brice ».

Représentations et iconographie de Saint Brice en Europe
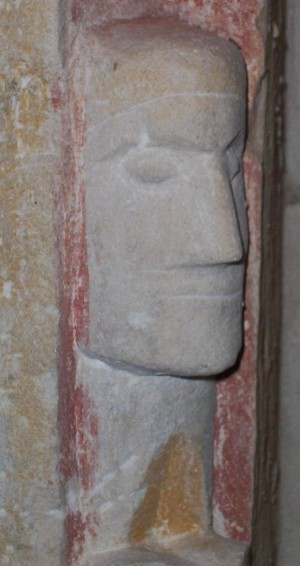
Visage de Saint Brice (XIVe siècle) Église de Peyriat.
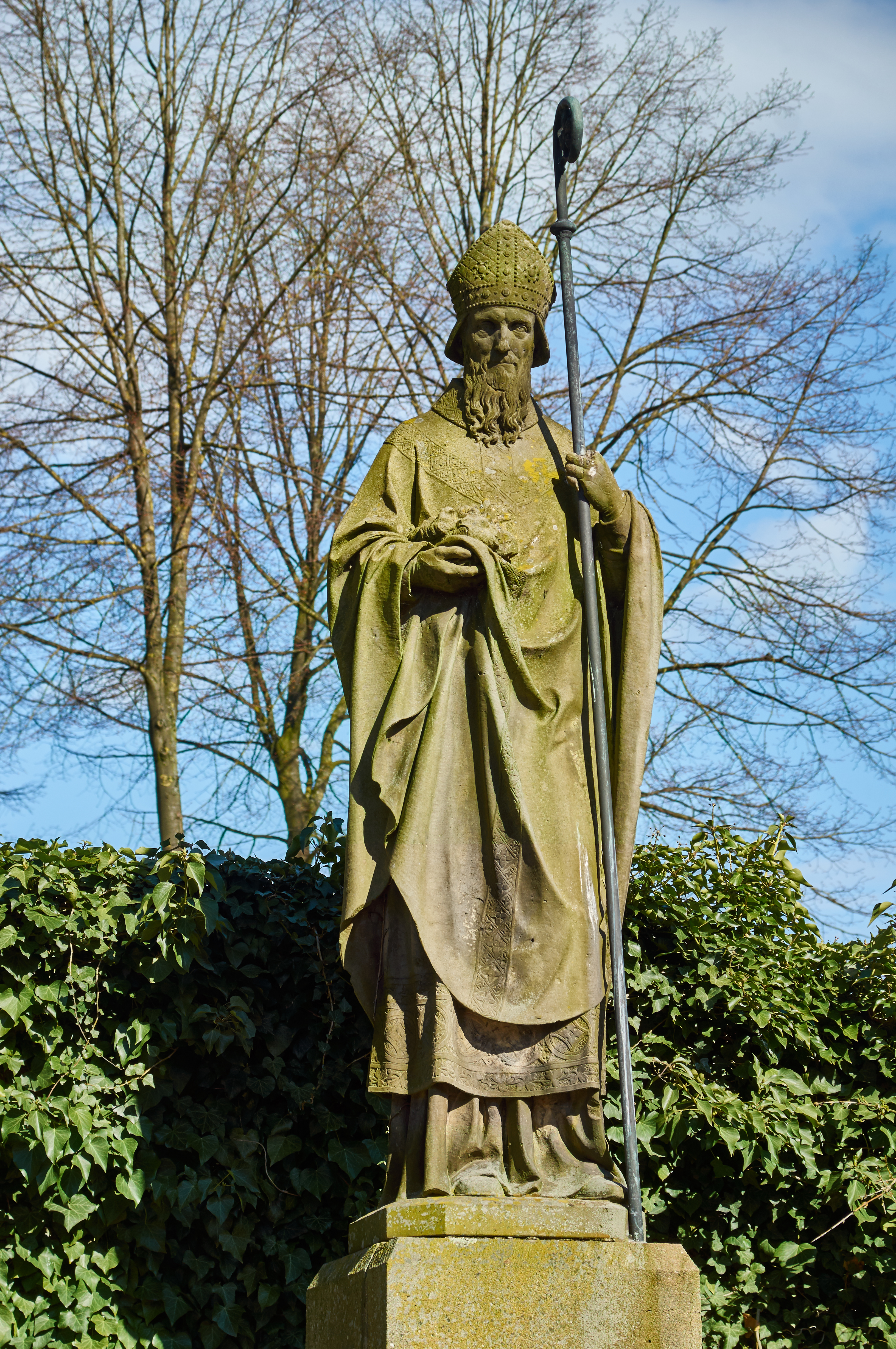
Satue de Saint Brice à Schöppingen, Allemagne.
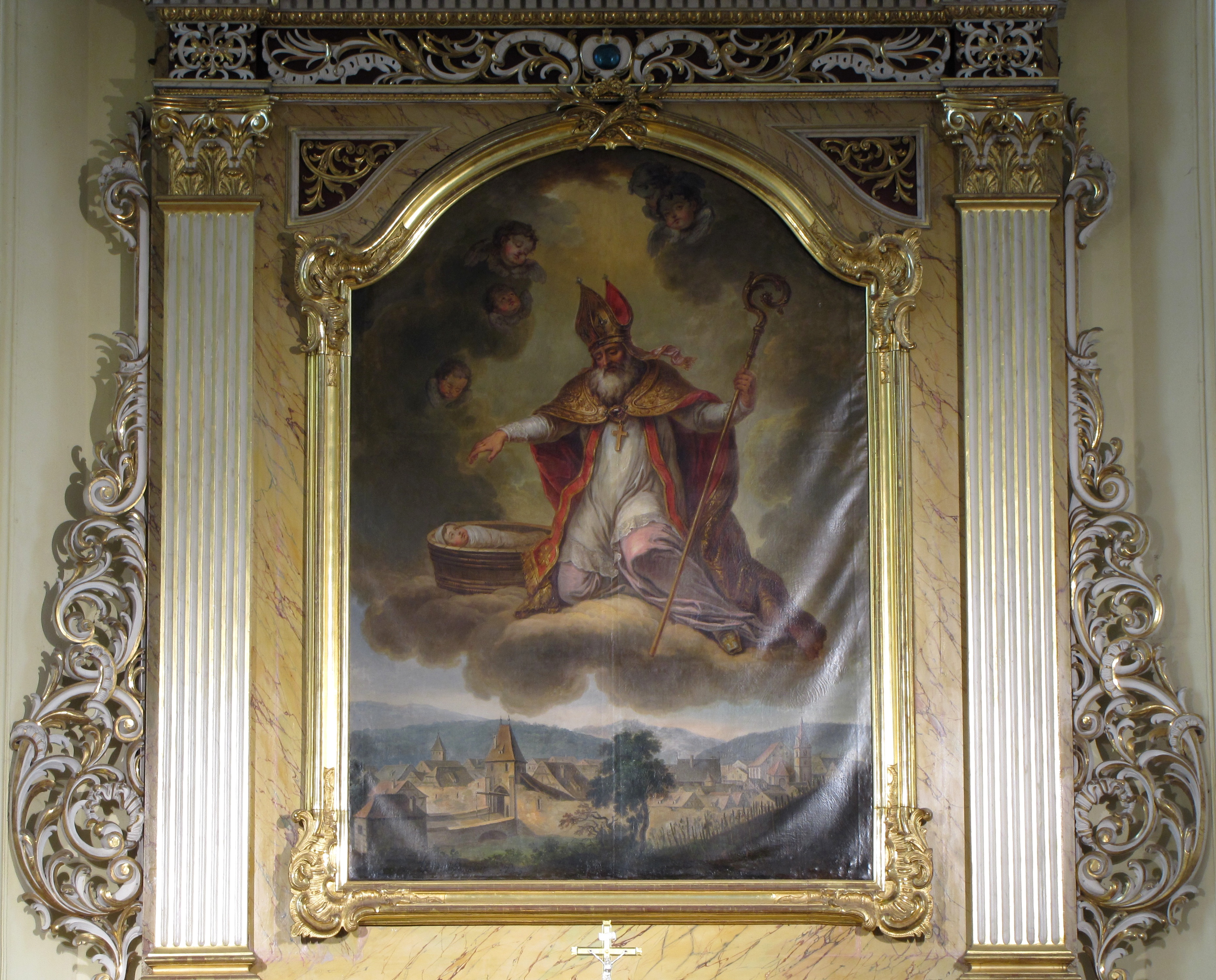
Huile dans l'Église Saint-Médard, à Boersch, Haut-Rhin.
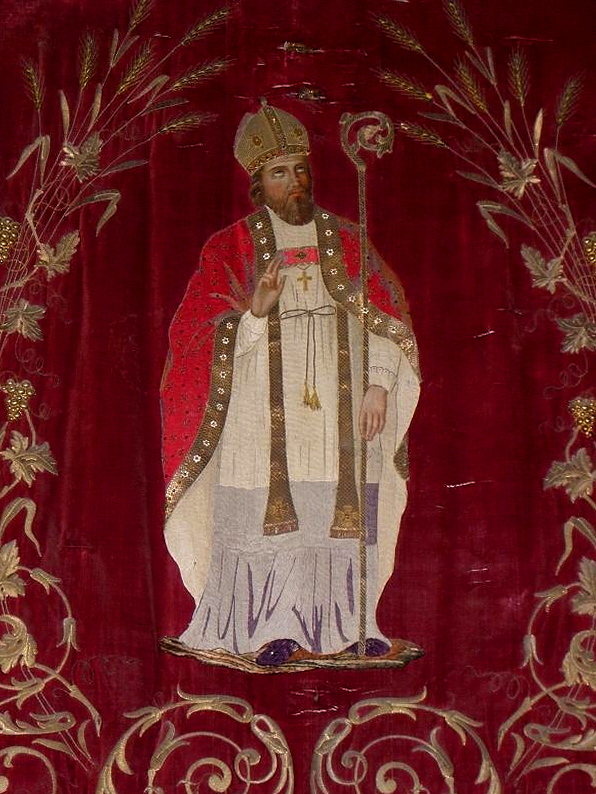
Ici, à Saint-Brice-en-Coglès.
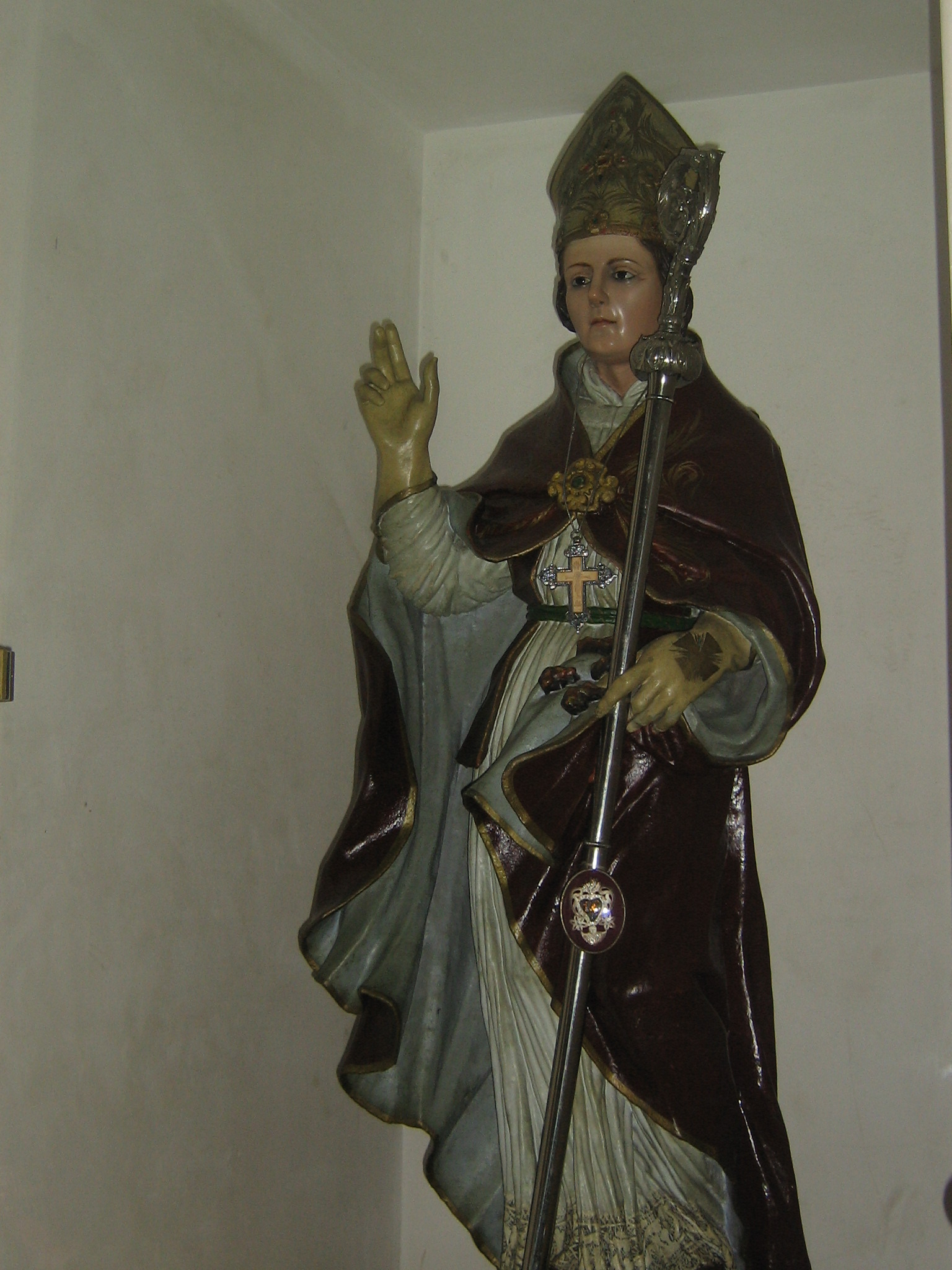
À Calimera, en Italie.
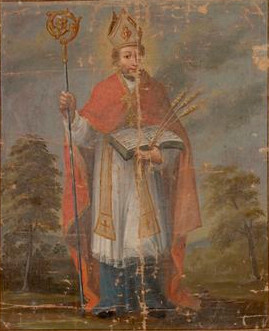
Dans une église en Slovénie.
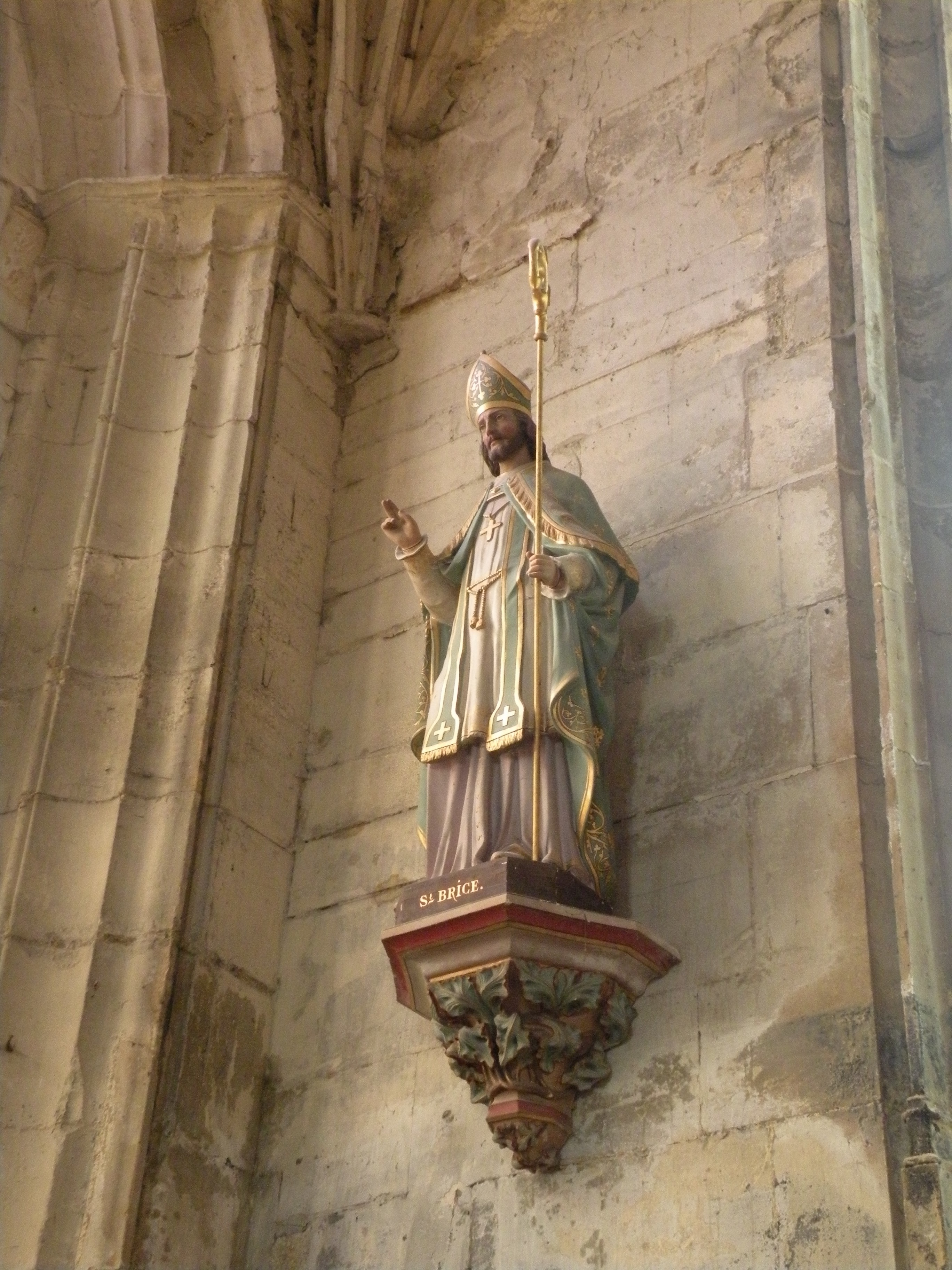
Dans l'église de Chaumont-en-Vexin.
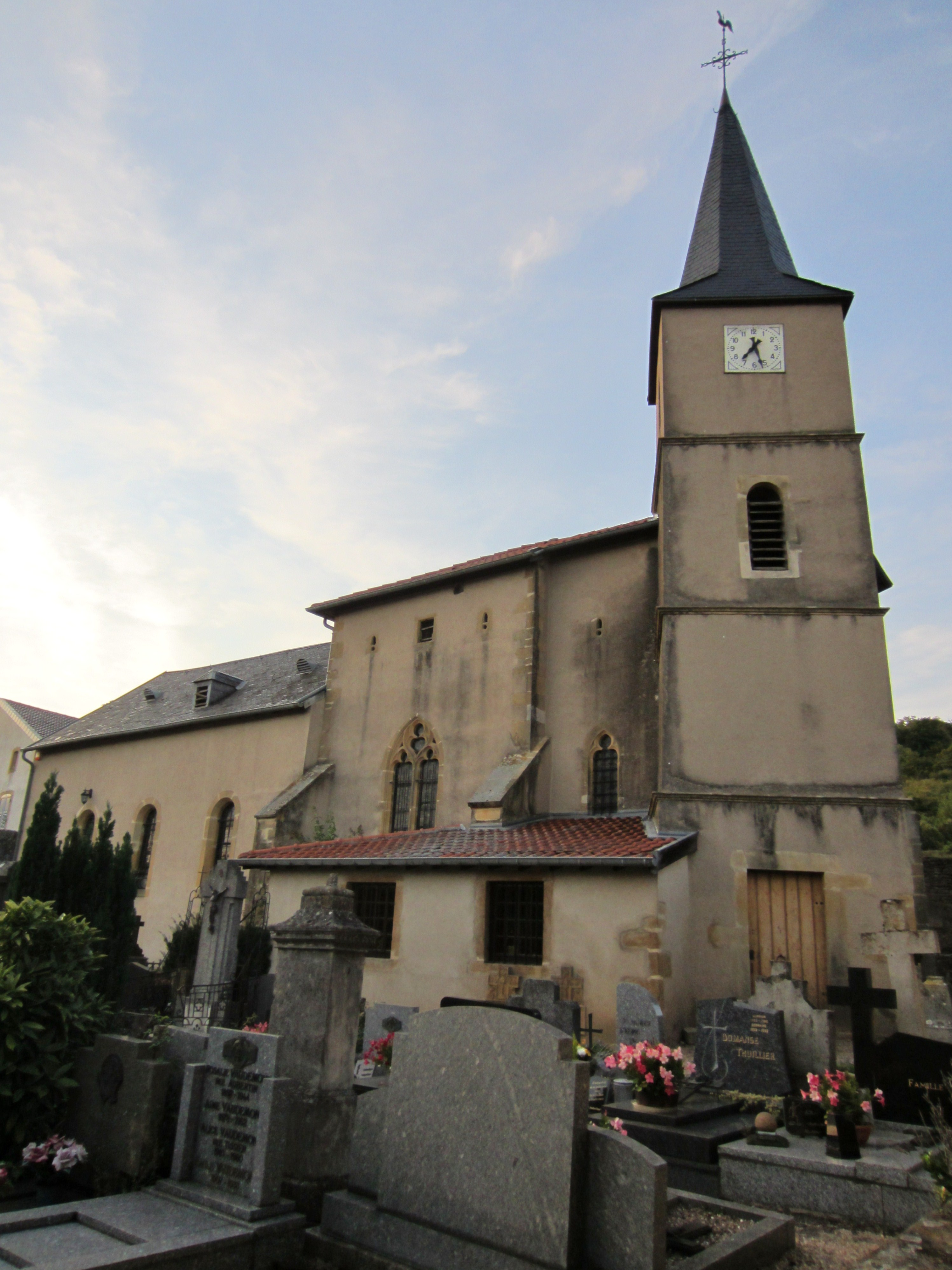
Eglise saint Brice de Saulny (Moselle)